# Institut de recherche Gamaleïa d'épidémiologie et de microbiologie
L'Institut de recherche Gamaleïa d'épidémiologie et de microbiologie (en russe : Национальный исследовательский центр эпидемиологии и микробиологии имени почётного академика Н. Ф. Гамалеи), anciennement connu sous le nom de Centre fédéral de recherche NF Gamaleïa pour l'épidémiologie et la microbiologie (et également connu sous le nom d'Institut de recherche scientifique Gamaleïa ou Centre national de recherche Gamaleïa pour l'épidémiologie et la microbiologie) est un institut de recherche médicale russe dont le siège est à Moscou. En 2020, il relève du ministère de la Santé de la fédération de Russie. L'institut, fondé en 1891 par Filipp Markovich Blyumental, rend hommage par son nom à l'éminent scientifique russe et soviétique Nikolaï Gamaleïa, réputé pionnier de la microbiologie et de la recherche sur les vaccins. L'institut a développé le premier vaccin contre le SARS-CoV-2 en collaboration avec le 48e Institut central de recherche du ministère de la Défense de la fédération de Russie et du Centre national de recherche en virologie et biotechnologie VECTOR du Rospotrebnadzor, afin de freiner la pandémie de Covid-19,.

## Histoire
Il a été fondé en 1891 en tant que cabinet privé de microscopie chimique et bactérienne et a ensuite été transformé en institut privé de bactériologie chimique de FM Blumenthal. L'Institut a été nationalisé en 1919.

## Recherche

### Ebola
En mai 2017, l'Institut a annoncé qu'il livrerait 1 000 doses de son vaccin candidat, GamEvac-Combi, à la Guinée, pour tenter de lutter contre la maladie à virus Ebola. Selon un rapport de Xinhua, il était considéré comme un vaccin contre Ebola approuvé, bien que GamEvac-Combi n'ait été autorisé qu'en Russie. Ce vaccin n'avait pas de licence multinationale approuvée par l'Organisation mondiale de la santé en novembre 2019.

### Candidat vaccin COVID-19
En mai 2020, le centre a annoncé qu'il avait développé un vaccin potentiel contre la COVID-19. Un essai de phase I s'est achevé le 18 juin 2020 et la phase II a été déclarée comme achevée en juillet 2020.
Le 11 août 2020, le président russe Vladimir Poutine a déclaré que l'institut avait enregistré un vaccin COVID-19 appelé Gam-COVID-Vac, connu également sous le nom de Spoutnik V.
Des protestations se sont alors développées dans la communauté scientifique internationale à la suite de l'annonce de l'enregistrement du vaccin en Russie, principalement parce qu'il n'y a pas eu de publication des résultats des essais cliniques sur Gam-COVID-Vac. Au moment de l'enregistrement, il n'y avait aucune preuve de l'innocuité, de la dose efficace, des biomarqueurs d'une réponse immunitaire ou de l'efficacité de son action contre l'infection au COVID-19.  
Le 4 septembre, des données sur 76 participants à l'essai de phase I-II ont été publiées, indiquant des preuves préliminaires de sécurité et une réponse immunitaire. Quelques jours plus tard, cependant, les résultats ont été contestés par 27 scientifiques internationaux sur les vaccins comme étant incomplets, suspects et peu fiables, lorsque des données identiques ont été rapportées pour de nombreux participants à l'essai.